# 沙河涌

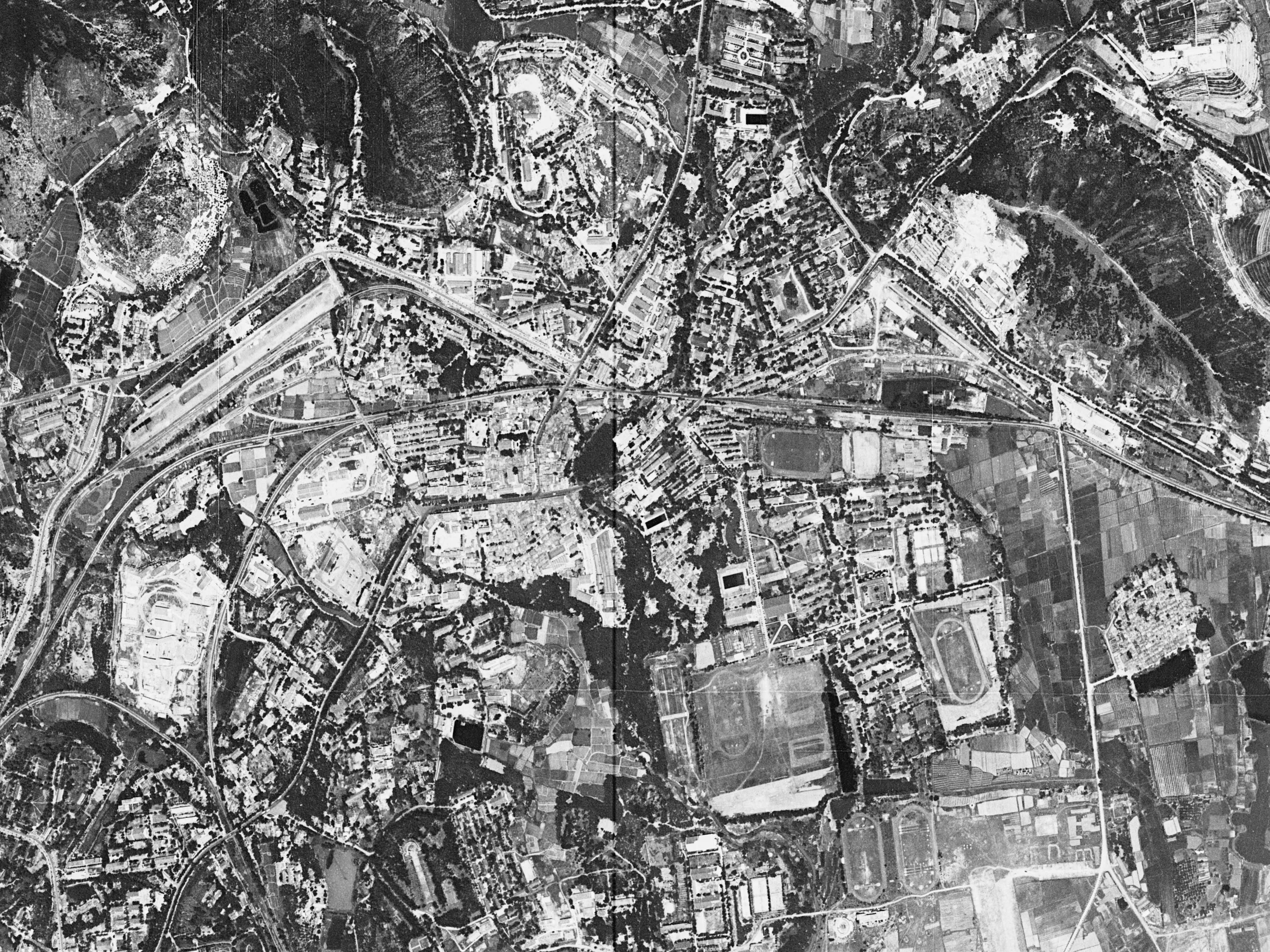
天河火车站及周边的沙河涌卫星图（1966年）

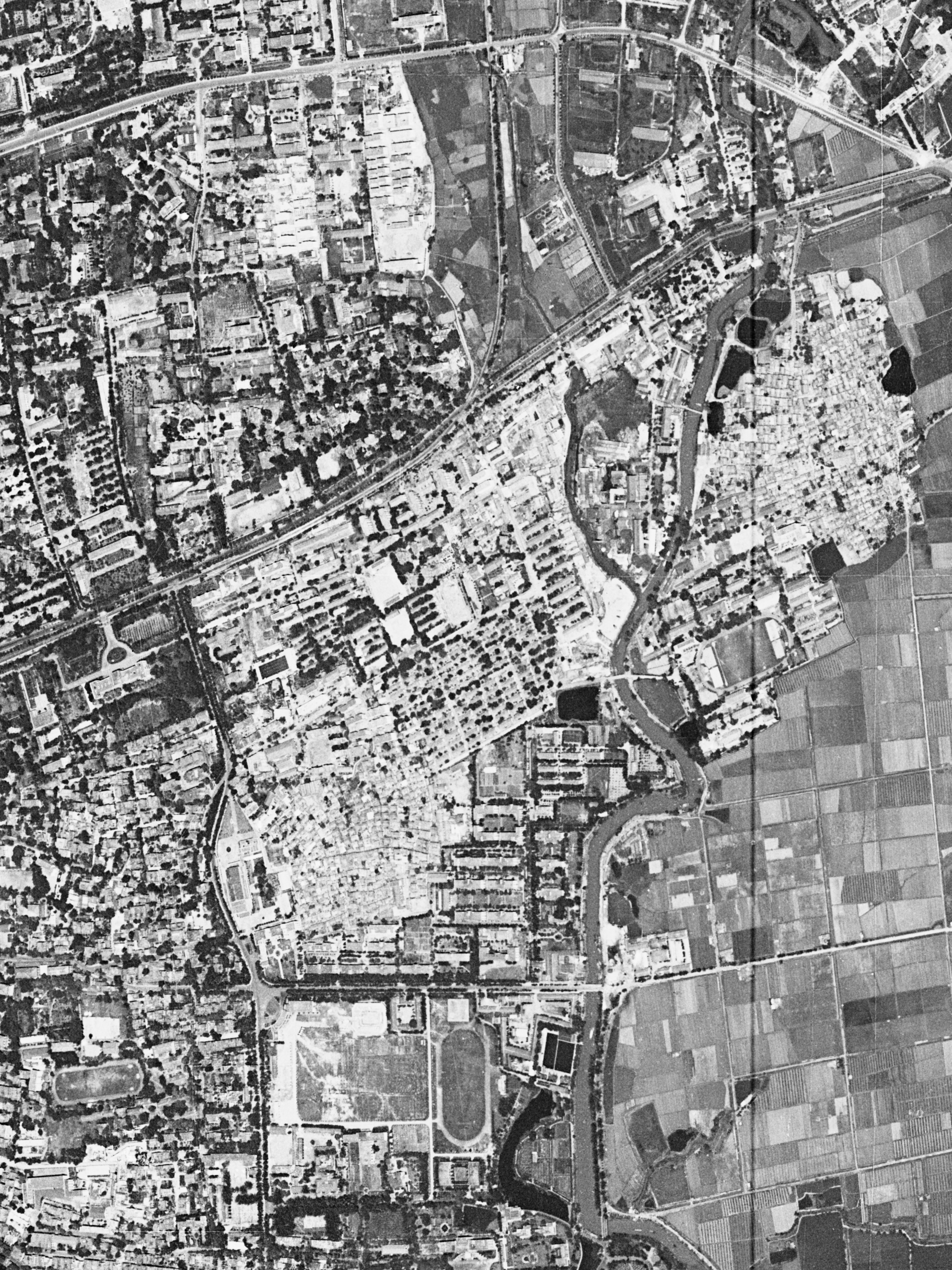
杨箕村附近河道卫星图（1966年）

沙河又名沙河涌、沙河坑，下游流经杨箕村一带又称杨箕涌，因含沙量多而得名。发源自中国广州市白云区耙齿沥水库，向南流至沙河街道有支流西坑汇入，经杨箕村在五羊新城附近注入珠江前航道。
沙河涌历来为白云山东麓排洪及为沿岸耕地提供灌溉之用，但常因排洪不畅而泛滥成灾。历史上曾因为其支流溯源侵蚀，曾夺文溪上游而加长。20世纪80年代后期，因天河及五羊新城的开发，成为天河区西部排洪、排污的河道。目前经过截污、堤岸整治、绿化，水质得到改善，未来打算引入北江水，盘活河道水体。

## 资料
- 干流全长：14.06公里
- 河宽：10至15米
- 平均水深：1至3米
- 流域面积：3.29平方公里
- 最大流量：159.3立方米/秒